# Трамвайное депо имени Русакова
Трамвайное депо имени Русакова (в прошлом — Новосокольнический трамвайный парк) — одно из трамвайных депо (парков) московского трамвая. Названо в память участника революционного движения Ивана Васильевича Русакова.
В рамках оптимизации структуры ГУП «Мосгортранс» депо в декабре 2015 года преобразовано в Трамвайную площадку № 5 Единого трамвайного филиала ГУП «Мосгортранс».

## История
Строительство Ново-Сокольнического трамвайного парка началось в 1910 году. Строительство осуществлялось по типовому для того времени проекту, который включал: производственный корпус, состоящий из нескольких сараев, в котором располагалось 20 смотровых канав и другие производственные помещения; дом администрации и трёхэтажный жилой дом для служащих парка со встроенным магазином. Ново-Сокольнический парк был рассчитан на эксплуатацию 160 трамвайных вагонов. Открытие парка состоялось 16 октября 1912 года.
К началу Великой Отечественной войны депо становится самым большим трамвайным предприятием СССР, в нем эксплуатируется 431 пассажирских вагона, вагоны депо перевозят ежедневно более 800 тыс. пассажиров по 20 трамвайным маршрутам. С началом Великой Отечественной многие работники депо ушли на войну. В это же время в цехах депо выполнялись задания по производству некоторых видов военной продукции. Работники депо участвовали в сооружении оборонных рубежей столицы.
Интересная особенность депо им. Русакова заключалась в том, что оно обслуживала все типы трамваев, когда-либо эксплуатировавшихся в Москве (за исключением несерийных и экспериментальных моделей). До 1965 года в депо эксплуатировались вагоны Ф и КМ с прицепами С, с 1965 года по 1981 год — вагоны МТВ-82, с 1974 года по апрель 1998 года — вагоны Tatra T3 с 1990 года — вагоны 71-608 (модификации 71-608К (до 2013 года) и 71-608КМ), с 2000 годов — вагоны 71-619, и с 2019 года — 71-931М «Витязь-М».

## Путевое развитие подъездных путей депо
Подъездные пути депо отходят от улицы Стромынка и проходят по Бабаевской улице, улице Матросская Тишина, Большому Матросскому переулку, Русаковской набережной и безымянному проезду между РТУ МИРЭА и Психиатрической больницей № 3 имени Гиляровского. На углу Бабаевской улицы и улицы Матросская Тишина имеется ответвление на СВАРЗ. Въезды в депо находятся на Русаковской набережной (южные) и в безымянном проезде за РТУ МИРЭА(северный).

## Подвижной состав
Депо имеет в своем составе 133 вагона, из которых пассажирских: 120; служебных: 13, из них: снегоочистителей — 5, буксиров — 3, поливомоечных — 1, рельсошлифовщиков — 1, путеизмерителей — 1, желобоочистительных тележек — 2. Около 100 вагонов трамвайного депо имени Русакова ежедневно выходят на улицы Москвы. В апреле 2019 года начались поставки трёхсекционных трамвайных вагонов 71-931М «Витязь-М» после того, как Октябрьское депо было укомплектовано этой моделью. В октябре 2020 года в депо прибыл последний из 120 вагонов.
| Модель             | Количество |
| ------------------ | ---------- |
| 71-931М «Витязь-М» | 120        |

| Модель     | Количество |
| ---------- | ---------- |
| ВТК-01     | 3          |
| 71-608КМ   | 3          |
| Tatra T3SU | 2          |
| ВК-81Б     | 2          |
| ГС-4       | 2          |
| РШМв-1     | 1          |

### Маршруты
| №  | Конечные пункты                            | Примечания |
| -- | ------------------------------------------ | --- |
| 2  | 3-я Владимирская улица — Курский вокзал    | |
| 12 | Восточное Измайлово — Дубровка             | |
| 36 | Метрогородок — Новогиреево                 | Совместно с трамвайным депо имени Баумана |
| 37 | Новогиреево — Каланчёвская улица           | |
| 43 | Угрешская — Сокольники                     | |
| 46 | Метрогородок — Калитники                   | |
| 50 | Дом культуры «Компрессор» — Новослободская | С 31 августа 2025 года, в связи с открытием трамвайной линии на участке Трифоновской улицы в сторону Рижского вокзала и улицы Гиляровского, а также оборотного кольца на Рижской площади, трамваи будут ходить до «Рижского вокзала», вместо метро «Новослободская» |